# ميجيل أنخيل غيرا
ميجيل أنخيل غيرا (بالإسبانية: Miguel Ángel Guerra)‏ (و. 1953  م) هو مهندس، وسائق سباق، وسائق فورمولا 1 أرجنتيني، ولد في بوينس آيرس.